# 2004-es Formula–1 brit nagydíj
A brit nagydíj volt a 2004-es Formula–1 világbajnokság tizenegyedik futama, amelyet 2004. július 11-én rendeztek meg az egyesült királyságbeli Silverstone Circuiten, Silverstone-ban.

## Időmérő edzés
Kimi Räikkönen futotta a leggyorsabb időt a kvalifikáción, mögötte Rubens Barrichello végzett. A második sorból Jenson Button és Michael Schumacher rajtolt.
| Helyezés | Versenyző             | Csapat/Motor     | Idő        | Különbség |
| -------- | --------------------- | ---------------- | ---------- | --------- |
| 1        | Kimi Räikkönen        | McLaren-Mercedes | 1:18.233   | –         |
| 2        | Rubens Barrichello    | Ferrari          | 1:18.305   | + 0.072   |
| 3        | Jenson Button         | BAR-Honda        | 1:18.580   | + 0.347   |
| 4        | Michael Schumacher    | Ferrari          | 1:18.710   | + 0.477   |
| 5        | Jarno Trulli          | Renault          | 1:18.715   | + 0.482   |
| 6        | Fernando Alonso*      | Renault          | 1:18.811   | + 0.578   |
| 7        | David Coulthard       | McLaren-Mercedes | 1:19.148   | + 0.915   |
| 8        | Juan Pablo Montoya    | Williams-BMW     | 1:19.378   | + 1.145   |
| 9        | Szató Takuma          | BAR-Honda        | 1:19.688   | + 1.455   |
| 10       | Mark Webber           | Jaguar-Cosworth  | 1:20.004   | + 1.771   |
| 11       | Felipe Massa          | Sauber-Petronas  | 1:20.202   | + 1.969   |
| 12       | Olivier Panis         | Toyota           | 1:20.335   | + 2.102   |
| 13       | Marc Gené             | Williams-BMW     | 1:20.335   | + 2.102   |
| 14       | Cristiano da Matta    | Toyota           | 1:20.545   | + 2.312   |
| 15       | Christian Klien       | Jaguar-Cosworth  | 1:21.559   | + 3.326   |
| 16       | Giorgio Pantano       | Jordan-Ford      | 1:22.458   | + 4.225   |
| 17       | Nick Heidfeld         | Jordan-Ford      | 1:22.677   | + 4.444   |
| 18       | Gianmaria Bruni*      | Minardi-Cosworth | 1:23.437   | + 5.204   |
| 19       | Baumgartner Zsolt*    | Minardi-Cosworth | 1:24.117   | + 5.884   |
| 20       | Giancarlo Fisichella* | Sauber-Petronas  | idő nélkül |           |

* Fernando Alonso, Gianmaria Bruni, Baumgartner Zsolt és Giancarlo Fisichella tízhelyes rajtbüntetést kapott motorcsere miatt.

## Futam
A futamot újfent Michael Schumacher nyerte, még Kimi Räikkönen második helyével a McLaren első dobogós helyezését szerezte az évben, harmadik Barrichello lett. További pontszerzők Jenson Button, Juan Pablo Montoya, Giancarlo Fisichella, David Coulthard és Mark Webber. A verseny Jarno Trulli bukásáról maradt emlékezetes, az olasz a Bridge-kanyarban vesztette el uralmát autója felett és törte össze versenyautóját.
| Helyezés | Rajtszám | Versenyző            | Csapat/Motor     | Futott kör | Idő/Kiesés oka | Rajthely | Pont |
| -------- | -------- | -------------------- | ---------------- | ---------- | -------------- | -------- | ---- |
| 1        | 1        | Michael Schumacher   | Ferrari          | 60         | 1h24:42.700    | 4        | 10   |
| 2        | 6        | Kimi Räikkönen       | McLaren-Mercedes | 60         | + 2.130        | 1        | 8    |
| 3        | 2        | Rubens Barrichello   | Ferrari          | 60         | + 3.114        | 2        | 6    |
| 4        | 9        | Jenson Button        | BAR-Honda        | 60         | + 10.683       | 3        | 5    |
| 5        | 3        | Juan Pablo Montoya   | Williams-BMW     | 60         | + 12.173       | 7        | 4    |
| 6        | 11       | Giancarlo Fisichella | Sauber-Petronas  | 60         | + 12.888       | 20       | 3    |
| 7        | 5        | David Coulthard      | McLaren-Mercedes | 60         | + 19.668       | 6        | 2    |
| 8        | 14       | Mark Webber          | Jaguar-Cosworth  | 60         | + 23.701       | 9        | 1    |
| 9        | 12       | Felipe Massa         | Sauber-Petronas  | 60         | + 24.023       | 10       |      |
| 10       | 8        | Fernando Alonso      | Renault          | 60         | + 24.835       | 16       |      |
| 11       | 10       | Szató Takuma         | BAR-Honda        | 60         | + 33.736       | 8        |      |
| 12       | 4        | Marc Gené            | Williams-BMW     | 60         | + 34.303       | 11       |      |
| 13       | 16       | Cristiano da Matta   | Toyota           | 59         | + 1 kör        | 12       |      |
| 14       | 15       | Christian Klien      | Jaguar-Cosworth  | 59         | + 1 kör        | 13       |      |
| 15       | 18       | Nick Heidfeld        | Jordan-Ford      | 59         | + 1 kör        | 15       |      |
| 16       | 20       | Gianmaria Bruni      | Minardi-Cosworth | 56         | + 4 kör        | 18       |      |
| Ki       | 19       | Giorgio Pantano      | Jordan-Ford      | 47         | Kicsúszás      | 14       |      |
| Ki       | 7        | Jarno Trulli         | Renault          | 39         | Baleset        | 5        |      |
| Ki       | 21       | Baumgartner Zsolt    | Minardi-Cosworth | 29         | Motorhiba      | 19       |      |
| Ki       | 17       | Olivier Panis        | Toyota           | 16         | Baleset        | 17       |      |

## A világbajnokság élmezőnyének állása a verseny után
| H  | Versenyzők         | Pont | H  | Konstruktőrök    | Pont |
| -- | ------------------ | ---- | -- | ---------------- | ---- |
| 1. | Michael Schumacher | 100  | 1. | Ferrari          | 174  |
| 2. | Rubens Barrichello | 74   | 2. | Renault          | 79   |
| 3. | Jenson Button      | 53   | 3. | BAR-Honda        | 67   |
| 4. | Jarno Trulli       | 46   | 4. | Williams-BMW     | 41   |
| 5. | Fernando Alonso    | 33   | 5. | McLaren-Mercedes | 32   |

## Statisztikák
Vezető helyen:
- Kimi Räikkönen 11 (1-11)
- Michael Schumacher 49 (12-60)

Michael Schumacher 80. (R) győzelme, 64. (R) leggyorsabb köre, Kimi Räikkönen 3. pole pozíciója
- Ferrari 177. győzelme.

Marc Gené utolsó versenye.